# La Covacha (pico)
La Covacha (también conocida como La Covacha del Losar) es una montaña del  (Sistema Central), situada en la parte occidental el Sector Central de la Sierra de Gredos. Se encuentra en la misma línea divisoria de las comunidades autónomas de Extremadura y Castilla y León, en España, en concreto entre los municipios de Losar de la Vera (provincia de Cáceres) y Puerto Castilla (provincia de Ávila). 
El vértice geodésico situado en su cima se encuentra a una altitud de 2395,03 m s. n. m. en las coordenadas 40°13′4.161″N 5°35′50.843″O / 40.21782250, -5.59745639. Constituye uno de los puntos más altos de Extremadura después del Calvitero (2401 m s. n. m.), así como del Sistema Central (Almanzor, 2591 m s. n. m.).
Comparada con otras del Sistema Central, La Covacha es una montaña remota que requiere una larga aproximación por cualquiera de sus vertientes, aunque por el menor desnivel a superar puede considerarse más sencillo el acceso por el norte.